# 귄 배튼
귄 배튼(영어: Guin Batten, 1967년 9월 27일 ~) 영국의 조정 선수이다. 웨스트서식스주 출신으로 사우샘프턴 대학교를 졸업했으며, 2000년 하계 올림픽 당시 영국 대표팀의 일원으로 쿼드러플 스컬스 종목에 참가해 팀이 은메달을 획득하는데 공헌하였다.